# Maja Jakobsen
Maja Jakobsen (* 28. März 1990 in Gjøvik, Norwegen) ist eine ehemalige norwegische Handballspielerin, die einen Großteil ihrer Karriere für den norwegischen Erstligisten Storhamar Håndball auflief.

## Karriere

### Im Verein
Jakobsen spielte bis 2008 beim norwegischen Erstligisten Gjovik og Vardal HK. In der Spielzeit 2007/08 war sie mit 73 Treffern die torgefährlichste Spielerin ihrer Mannschaft. Anschließend wechselte die Linkshänderin, gemeinsam mit ihrer Zwillingsschwester Guro, zum Ligakonkurrenten Storhamar Håndball. Mit Storhamar nahm sie neben dem Punktspielbetrieb zusätzlich an europäischen Pokalwettbewerben teil. In der Saison 2010/11 stand sie beim Erstligisten Byåsen IL unter Vertrag. Daraufhin kehrte sie zu Storhamar Håndball zurück. In der Saison 2014/15 wurde sie mit 162 Treffern Torschützenkönigin in der höchsten norwegischen Spielklasse.
Jakobsen wechselte im Sommer 2015 zum dänischen Erstligisten HC Odense, der sich ein Jahr später in Odense Håndbold umbenannte. Mit Odense unterlag sie im Jahr 2018 im Finale um die dänische Meisterschaft gegen København Håndbold. Im Januar 2019 legte sie schwangerschaftsbedingt eine Pause ein. Im Sommer 2019 kehrte sie erneut zu Storhamar Håndball zurück. Zwischen März 2023 und Januar 2024 pausierte sie aufgrund ihrer zweiten Schwangerschaft. Mit Storhamar Håndball gewann sie 2024 die EHF European League. Am Saisonende 2023/24 beendete sie ihre Karriere.

### In der Nationalmannschaft
Jakobsen bestritt 33 Länderspiele für die norwegische Jugendauswahl, in denen sie 64 Tore warf. Mit dieser Mannschaft nahm sie an der U-17-Europameisterschaft 2007 teil. Anschließend lief sie 31-mal für die norwegische Juniorinnenauswahl auf. Bei der U-19-Europameisterschaft 2009 gewann sie mit Norwegen die Goldmedaille. Sie steuerte neun Treffer zum Erfolg bei. Im darauffolgenden Jahr gewann Jakobsen bei der U-20-Weltmeisterschaft erneut die Goldmedaille.
Jakobsen gab am 5. Oktober 2012 ihr Debüt für die norwegische A-Nationalmannschaft. Kurz darauf nahm Jakobsen mit Norwegen an der Europameisterschaft 2012 teil, bei der sie mit der norwegischen Auswahl die Silbermedaille gewann. Zwei Jahre später zog sie erneut in das Finale der Europameisterschaft 2014 ein und errang diesmal den EM-Titel.

## Sonstiges
Jakobsen ist mit dem ehemaligen bosnischen Fußballspieler Eldar Hadžimehmedović liiert.